# 国璽
国璽（こくじ）とは、国家の表徴として押す璽（印章または印影）である。外交文書など、国家の重要文書に押される。

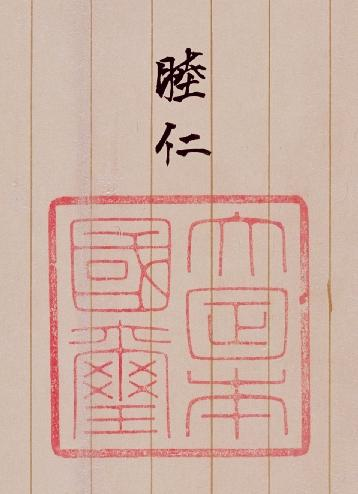
明治天皇の御名と国璽。1871年（明治4年）に製作された旧印で捺されたもの。

## 日本の国璽

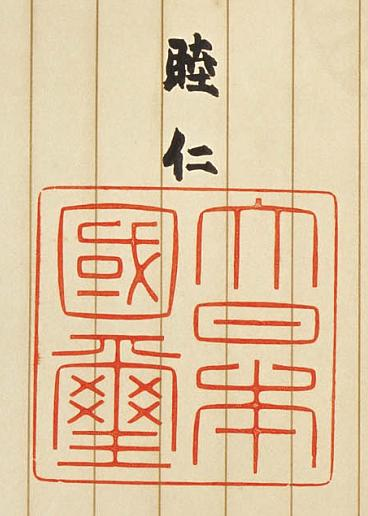
明治天皇の御名と国璽。1874年（明治7年）に製作された現用品で捺されたもの。

日本の国璽は金印 で、印文は篆書体で「大日本國璽」（2行縦書で右側が「大日本」、左側が「國璽」）と篆刻されている。2寸9分（約8.79cm）四方 の角印で、重さは約3.50kgあり、御璽よりいくぶん小さい。宮内庁による英文表記は「State Seal of Japan」。

### 変遷
明治維新以前には、官印として「内印」と称する天皇の印（印文は「天皇御璽」）、「外印」と称する太政官の印（印文は「太政官印」）はあったものの、国璽と称する印は存在しなかった。一方、日米修好通商条約批准書には将軍が押す「經文緯武」と刻まれた縦横9.2cmの銀印 及び老中が押す「日本政府之印」と刻まれた3寸4分（約10.3cm）の銅製印章が用いられた。これは老中堀田正睦の諮問により定められたもので、徳川幕府の国家代表性とその公印を意味するものであった。
明治維新後、1869年8月15日（明治2年7月8日）に職員令（太政官制）を制定して新たに官位相当制を定めるに際して、御璽の用例を定めた。このときの御璽は「内印」として用いられてきた伝来の銅印 が使用された。御璽は、勅任官の官記、勅授の位記、華族の相続等に押され、その後、外国へ特派する使節に対する詔書などの文書にも用いられた。
1871年（明治4年）、大蔵卿伊達宗城を全権として清に派遣する際、伝来の銅印が「印文ノ不明」「字面不宜趣」な物とされ、同年5月3日に篆刻家の小曽根乾堂に命じて新たに国璽として「大日本國璽」と刻された方2寸9分（約8.79cm）の石印を製作した。
この石印も「艸卒ノ刻、字體典雅ナルヲ得ス」「早卒ニ際シ石刻相成且刻面モ不宜様ニ相見候」 と不評だったため、現在の御璽・国璽は、金材をもって改めて刻したものである。1873年（明治6年）2月、宮内省より京都の鋳造師・秦蔵六に鋳造を、同年9月に同じく京都の印司・安部井音人（安部井櫟堂）に彫刻が命じられ、御璽と共に1年がかりで製作された。1874年（明治7年）4月に完成し、同7月20日に新しい御璽・国璽の印影が回達された。改刻に際して印文は変わらず「大日本國璽」とされた。以降、今日に至るまで改刻されることなく「大」の字を冠したまま使われている。

### 運用
当初は宮内省が、後に宮内省外局の内大臣府が御璽と共に保管し、内大臣が押印した。第二次世界大戦後に内大臣府が廃止されると宮内省侍従職へ移され、宮内庁設置に伴い宮内庁侍従職が保管し（宮内庁法第1条第2項、同第2条第5項、同第4条第1項）、現在は事務主管の侍従職補佐が押印する。紫と白の袱紗に包み、専用の革製ケースに入れて保管されている。御璽と同様、国立印刷局特製の朱肉を用いた上で、位置ずれや傾きが無いよう専用の定規（印矩）を当てて、署名に少し掛かるように押すのが習わしとされる。用いた後は、布で朱肉をきれいに落とす。
日本国憲法下の皇位継承儀式では、「剣璽等承継の儀」として皇位の証である剣璽（天叢雲剣・八尺瓊勾玉）と共に国璽と御璽の承継が行われる。

### 法制
大日本帝国憲法下では、勅令の公文式（明治19年勅令第1号）及び公式令（明治40年勅令第6号）に、御璽又は国璽を押す場合が明文規定されていた。
公文式によれば、国書、条約批准、外国派遣官吏の委任状、在留各国領事の証認状、および三等以上の勲章の勲記 には親署の後、国璽を押すとされた。四等以下の勲章の勲記には国璽のみを押すとされた（公文式第16條）。
公式令によれば、国書その他の外交上の親書、条約批准書、全権委任状、外国派遣官吏委任状、名誉領事委任状、外国領事認可状、及び勲一等功二級以上の勲記には親書の後、国璽を押すとされた。勲二等功三級以下の勲記には国璽のみを押すとされた（公式令第13條、同第19條）。
公式令は1947年（昭和22年）5月3日の内閣官制の廃止等に関する政令（昭和22年政令第4号）により廃止され、その後これに代わる法令はないが、国璽・御璽の用例など公式令に定められた事項は慣例により踏襲されている。
日本国憲法下では、国璽は勲記に押されるほか、褒章条例（明治14年太政官布告第63号）に基づく褒状にも押される。

### 刑罰
刑法第19章「印章偽造の罪」に規定があり、行使の目的で、御璽、国璽又は御名を偽造した者は、2年以上の有期拘禁刑に処せられる（第164条第1項）。御璽、国璽若しくは御名を不正に使用し、又は偽造した御璽、国璽若しくは御名を使用した者も、前項と同様とする（第164条第2項）。第164条第2項に関しては、未遂も罰せられる（第168条）。
刑法第17章「文書偽造の罪」にも規定があり、行使の目的で、御璽、国璽若しくは御名を使用して詔書その他の文書を偽造し、又は偽造した御璽、国璽若しくは御名を使用して詔書その他の文書を偽造した者は、無期又は3年以上の拘禁刑に処せられる（第154条第1項）。御璽若しくは国璽を押し又は御名を署した詔書その他の文書を変造した者も、前項と同様とする（第154条第2項）。

## 中華民国の国璽
中華民国の国璽は、国書、批准書、接受書、全権証書、領事証書、領事委任状などに使われる。印文は「中華民國之璽」（3行縦書で右側が「中華」、中央が「民國」、左側が「之璽」）と篆刻されている。玉（翡翠）製で13.3cm四方の角印、璽自体の高さは4.3cm、鈕を含む全高は10cm、重さは3.2kgで、鈕上に青天白日国章が刻まれ、寶藍色の綬（組み紐）が結ばれている。
中華民国における国璽はもう1つあり、栄典之璽と呼ばれる。印文は「榮典之璽」（2行縦書で右側が「榮典」、左側が「之璽」）と篆刻されている。国家元首が栄典を授与するために使用され、勲章証書、褒揚令（褒章）等の栄典文書に使われる。羊脂玉（軟玉の最上級品）製で13.6cm四方の角印、璽自体の高さは4.6cm、鈕を含む全高は11.1cm、重さは4.3kgで、鈕上に青天白日国章が刻まれ、寶藍色の綬が結ばれている。
国民政府が北伐を完成して中国全土を統一した後に製造され、国璽は民国18年（1929年）の国慶日（10月10日）から、栄典之璽は民国20年（1931年）7月1日から使用されている。
国共内戦により中華民国政府が台湾に移った後は、台北市の総統府で保管された。直接選挙による総統選挙で中華民国総統が選出されると、新総統就任式で「印信条例」の規定に従い、立法院長から「中華民国之璽」及び「栄典之璽」が、国家権力の象徴と政権伝承の証として総統之印と共に新総統に渡されている。

中華民国之璽
栄典之璽

## 大韓民国の国璽
大韓民国の国璽は、大統領令である「国璽規定」に基づき、憲法公布文の全文、重要な外交文書や勲章・褒章証及び国家公務員任命状などに使われる。現在の国璽は5代目で、2011年10月25日から使用されている。印文は訓民正音（ハングル）で「대한민국 （大韓民国）」と横書き（2行横書で上側が「대한 （大韓）」、下側が「민국 （民国）」）で刻されている。
初代
初代国璽は大韓民国が建国された翌年の1949年5月に製作され、1962年末まで使用されたが、この国璽は行方不明となっている。6.6cm四方の正方形で、印文は漢字篆書で「大韓民國之璽」と彫られていた。握り部分の形状は龍の形とされるが、文化広報部（当時：現在の文化体育観光部）が国家記録院に渡した1958年の写真資料では、握り部分が犬の形をしており、デザイン自体も不明である。追跡調査で、国璽の製作所がソウル市中区忠武路の「天上堂」である事が判明している。なお、行方不明の初代国璽を見つけるため、懸賞金をかけると報道されている。
2代目
第2代国璽は1962年に製作され、1963年から1998年末まで使用された。7cm四方の正方形で、印文はハングル篆書体で「대한민국 （大韓民国）」と横書きで彫られている。材質は銀製、把手には亀の模様が施されている。初代国璽を紛失したため、以降、役目を終えた国璽は国家記録院で永久保存されている。
3代目
第3代国璽は1999年1月26日に政府樹立50周年の記念事業の一つとして行政自治部（当時：現在の行政安全部）の依頼で製作された。10.1cm四方の金印で重量は2.15Kg、印文の字体は「訓民正音」の版本体で、把手には一双の鳳凰が無窮花の花びらを口に挟み天を舞う姿が施されている。3800万ウォン相当（当時）の18金を使用して韓国科学技術院で製作された。金75.2%、銀11.8%、銅11.6%、亜鉛1.4%の18金製で、1999年当時で5450万ウォンの製作費が掛かった。行政安全部によると、第3代国璽は年平均1万6000回使用され、9年間で14万4000回前後使用された。国家公共記録物の保存・管理実態調査の一環として、2005年に韓国原子力研究院に送って精密検査を行ったところ、国璽にひびが入っている事が判明したため、新しく製造される事となった。第3代国璽は1999年2月から2008年2月21日まで使用されていた。なお第4代国璽が廃棄されたため、第5代国璽が造られるまで第3代国璽をレーザー溶接で補修して使用した。
4代目
第4代国璽は、2005年10月に製作することが決定され、2006年3月に国璽製作諮問委員会の設置、同年9月から11月の一般公募（国璽模型国民大賞）などを経て、書体（訓民正音体）や製作方法、諸元、製作者に玉璽篆刻匠人の閔弘圭（ミン・ホンギュ）を決定した後、2007年4月から製作が行われた。2008年1月30日に「第4代国璽献呈式」が行われ、「国璽製作団」から第4代国璽及び国璽儀装品16種が引き渡された。鳳凰が座した形の把手が施され、縦横高さはそれぞれ9.9cm、材質は前回と同様に金合金である。また、韓国原子力研究院で実施された非破壊検査でも問題ないことが判明している。総製作費は2億2000万ウォンと報道されている。
2010年8月20日、第4代国璽の製作団は伝統方式ではなく現代式で国璽を製作し、さらに余った金を横領していた疑惑に関連して韓国警察庁が調査に着手した。また余った金で印鑑を作り、公職者に提供した疑いも出ている。閔弘圭は当初、伝統方式で作製したと疑惑を否定していたが、9月2日の取調べで「京畿道利川にある作業場の電気窯で製造した」、「国璽を製作する伝統技法は知らない」と証言した。10月4日に行われた国会行政安全委員会国政監査で、孟亨奎行政安全部長官は国璽にハングルで刻まれた『大』の字の下に閔弘圭の名前が漢字で刻まれているのを発見したことを明らかにした。その後、警察による調査で、国璽の取っ手の鳳凰のくちばしの下に閔弘圭の姓が漢字で刻まれていることや、鳳凰の尾の内側の左右に、縦書きで「太平年」「万歳璽」という字が刻まれていることが明らかになった。
2008年2月22日から使用されていたが、上記の事件に伴い廃棄された。
5代目
2011年10月4日、第5代国璽が公開された。縦横高さはそれぞれ10.4cm、重さは3.38kg。金2.6kgに銀、銅、亜鉛などを加えた合金で制作されており、強度を高め亀裂を防ぐイリジウムも含まれている。持ち手には一対の鳳凰とムクゲがあしらわれており、印文の「大韓民国」の文字は訓民正音解例本の書体に従っている。内部は空洞となっており、持ち手部分と印文が一体で鋳造されている。制作費は2億1500万ウォン。

初代国璽
第2代国璽
第3代国璽
第4代国璽
第5代国璽

## 満洲帝国の国璽

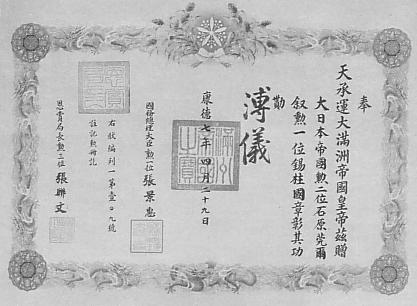
1940年（康徳7年）に満洲国から石原莞爾に贈られた勲一位柱国章（日本の勲一等瑞宝章に相当）の勲記。中央に押されているのが満洲帝国国璽。

満洲帝国（満洲国）の国璽は、縦横が10cm、高さ9cmの少し緑がかった白玉製で、「滿洲帝國之寶（満洲帝国之宝）」と刻されている。国璽の背には竜の彫刻があり、持ち易いように紐が通してある。御璽・国璽を使用することを「用璽」または「用宝」と称した。

### 満洲国での運用
御璽及び国璽は、帝制実施に伴って新設された満洲国尚書府が尚蔵し、詔書・勅書・その他の文書の用璽に関する事務を掌った（尚書府官制（康徳元年帝室令第1号）第1條）。なお、帝制初期は満洲国皇帝の溥儀自身が手元に保管して下げ渡さず、用璽も尚書府に代わって内廷（満洲国皇宮内の皇帝の私的空間）の使用人が担当していたが、御璽と国璽を押し間違えたのを機会に、尚書府秘書官長が用宝（用璽）は尚書府秘書官に任せられたいと奏上して許され、以後は秘書官の一人がその都度内廷へ伺候して用璽を担当した。しかし、勲章が一度に何千人にも下賜されるようになると、大量の叙勲状（勲記）に国璽を押す必要があり、尚書府秘書官が内廷内の皇帝御居間に詰め切りとなる事態が起こったため、再度奏請を行い、毎朝、両璽（御璽及び国璽）の下げ渡しを受けて尚書府大臣室に保管し、夕方に内廷へ戻す運用に改めた。また、皇帝が地方へ出かける時は、尚書府秘書官の一人が、皮製の箱に納められた御璽・国璽を黄色い風呂敷に包んで首にかけてお供をした。

### 満洲国での法制
満洲国では、公文程式令（康徳元年3月1日勅令第2号）、勲位及勲章ニ関スル件（康徳元年4月19日勅令第27号）に、国璽を押す場合が明文規定されていた。
公文程式令によれば、国書その他の外交上の親書、条約批准書、全権委任令、外国派遣官吏委任令、名誉領事委任令、外国領事認可状には親書の後、国璽を押すとされた（「公文程式令」第10條）。また、大勲位及び勲二等以上の勲位の勲記には親書の後、国璽を押し、勲三位以下の勲位の勲記には国璽のみを押すとされた（「勲位及勲章ニ関スル件」第4條）。

満洲帝国国璽 （満洲帝国之宝）

## 中華人民共和国の国印
中華人民共和国の国印は、建国直後の1949年10月31日から1959年5月まで使用された。現在は国璽は廃止されており、それぞれ官公庁および委員会印などが適宜使用されている。最も権威があるのが国務院公印である。
1949年6月に新政治協商会議準備委員会の常任委員会が設立された後、中国共産党は国印の製作を開始した。同年9月27日の中国人民政治協商会議第1回全体会議で「中華人民共和国」の国号と、国印印文の「中華人民共和國中央人民政府之印（中華人民共和国中央人民政府の印）」を決定した。10月27日に国印のデザインが毛沢東と周恩来によって承認され、10月31日に完成して「中華人民共和国中央人民政府」に引き渡された。 1954年9月、中華人民共和国憲法（54年憲法）の規定で国務院が国家権力の最高執行機関として設立されると、国印は国務院に引き渡された。1959年5月、国務院総弁公室は国印を中国国家博物館に収蔵した。
7cm四方の角印で、印章の厚さは2cm、持ち手の長さは9.3cm。印文は宋体（明朝体）の繁体字で「中華人民共和國中央人民政府之印」（3行縦書で右側が「中華人民共」、中央が「和國中央人」、左側が「民政府之印」）と篆刻されている。

中華人民共和國中央人民政府之印（中華人民共和国中央人民政府の印）

## 西洋の国璽（グレートシール）

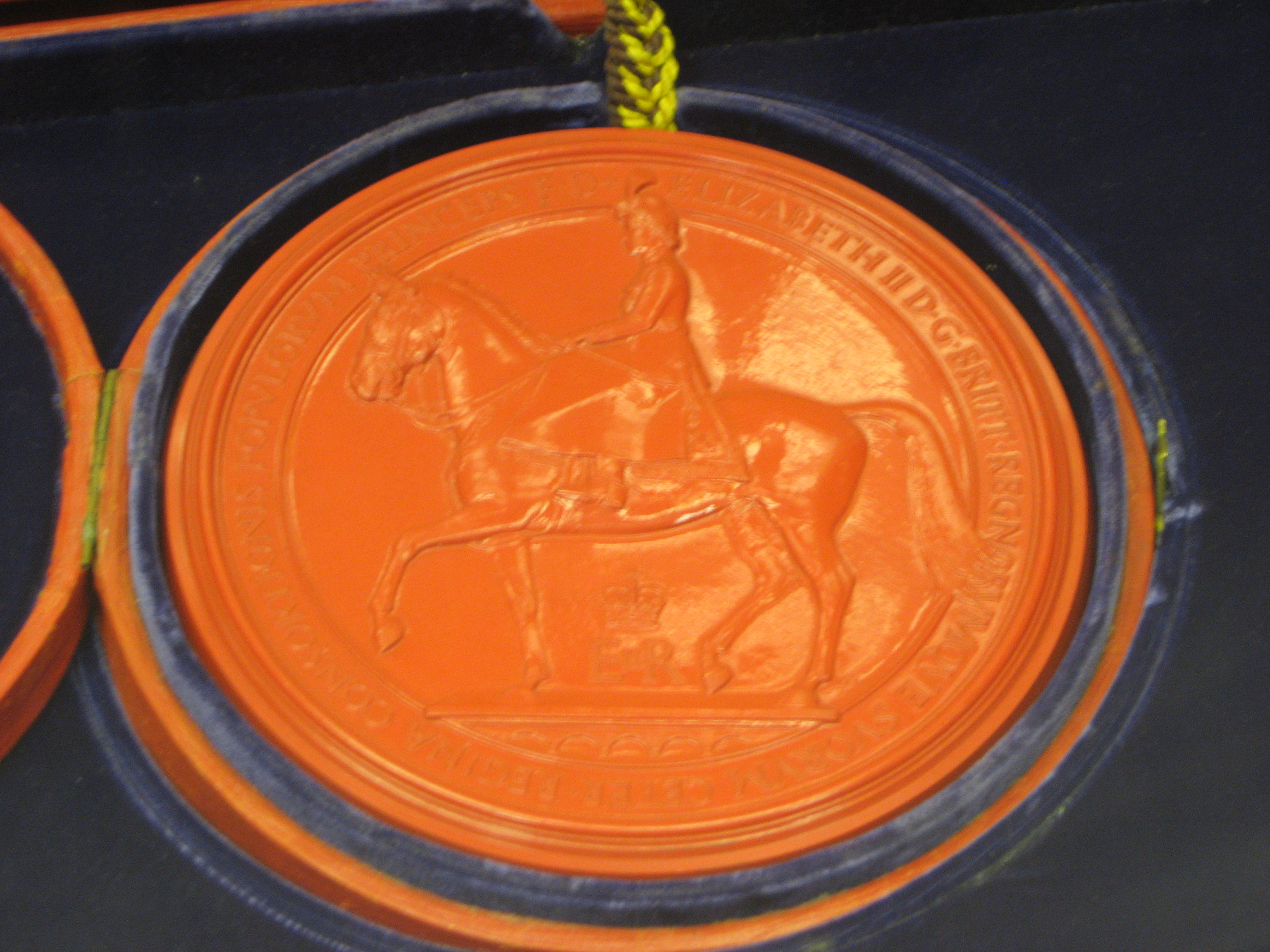
イギリスの国璽（1953年）。見えているのは裏面。

国璽は、グレートシール（英語：Great Seal、頭文字は大文字）、グランソー（フランス語：Grand Sceau）などの訳語として使われる。ただし、国以外にも地方政府などでグレートシールを持つものもある。また、イギリス、フランスにはこれらを管理するための「国璽尚書」という官職が存在する（イギリスでは王璽尚書に統合され、フランスでは司法大臣が兼務）。
西洋の印章は通常は平らな円盤状であり、裏面にも図柄が彫られているものもある。また、東アジアの印章のように朱肉を付けて押すのではなく、溶けた封蝋の上に押し付けて型を取る。そのため、印影だけでなく、立体的な浮き彫りがされている。
現在、国璽（グレートシール）を使っている国などは以下のとおり。
- フランス（フランス語：Grand sceau de France）
- イギリス（イギリスの国璽を参照）
  - スコットランド（英語：Great Seal of Scotland）
  - 北アイルランド（英語：Great Seal of Northern Ireland）
- アイルランド（英語：Seal of the President of Ireland）
- アメリカ合衆国及び同国内の諸州（英語：Seals of the U.S. states）
- カナダ（英語：Great Seal of Canada）

### イギリスの国璽
イギリスの国璽（英語：Great Seal of the Realm）は、ほとんどの重要な公文書に押印される印章である。11世紀にエドワード懺悔王が用いたのが最初といわれ、令状や布告などに用いられた。ほとんどの場合、王は“戴冠する自分”を象った国璽を使った。代々の大法官が、ウェストミンスターの大法官府においてこれを管理しており、現在でも国家・イギリス王室の公文書には目的別に色を分けて押印される。古くは封蝋によるコイン形式であったが1877年王室文書部法によりウェハー（封緘(ふうかん)紙）も利用される事となっている。

### アメリカ合衆国の国璽
アメリカ合衆国の国璽（英語：Great Seal of the United States）は、同じ図柄が（カラーにして）国章としても使われている。一時期を除いて封蝋を用いたコインではなくウェハー（封緘(ふうかん)紙）を利用しているため印版の摩耗が激しく、過去11回改鋳され、現在は12代目である。基本的な構図は1782年以降変更されていないが精密に復元されているわけではなく、最新の図版は1904年にデザインされたものであり、以降同じものが精密に復元され、現在の国璽は同じデザインの1986年に作成された7代目である。